# Татусі (фільм)
«Татусі́» (фр. Les Compères) — французька кінокомедія 1983. Другий фільм, знятий Франсісом Вебером, в якому разом грають П'єр Рішар і Жерар Депардьє. У 1997 ідею фільму запозичено в США, де фільм з подібним сюжетом вийшов під назвою «День батька».

## У ролях
- П'єр Рішар — Фрасуа Піньйон
- Жерар Депардьє — Жан Люка
- Анні Дюпрей — Крістін Мартен
- Мішель Омон — Пол Мартен
- Стефані Б'єрі — Трістан Мартен

## Сюжет
17-річний хлопець Тристан тікає з дому зі своєю подругою. Коли ні поліції, ні його батькові не вдається знайти втікачів, його мати вирішує вдатися до невеличкої хитрощі. Вона знаходить своїх двох колишніх коханців і повідомляє їм, що Тристан — їхній син. Жан Люка (Жерар Депардьє) — рішучий і відважний журналіст, який розслідує злочини мафії вимушений шукати хлопця, якого він вважає сином, разом з незграбним невдахою Франсуа Піньйоном (П'єр Рішар). Перед дзвінком жінки він збирався покінчити життя самогубством, але тепер отримав ціль в житті і пустився разом з Люкою в пошуки молодого чоловіка, якого і він вважає сином. Після надзвичайних пригод двоє «батьків» поєднують свої зусилля, таки знаходять Тристана і розказують про себе. Так і не зрозумівши злий жарт жінки, син і його «батьки» залишаються друзями.